# Gare de Culoz
Gare de Culoz vasútállomás Franciaországban, Culoz településen.

## Vasútvonalak
Az állomást az alábbi vasútvonalak érintik:
- Lyon–Genf-vasútvonal
- Culoz–Modane-vasútvonal

## Kapcsolódó állomások
A vasútállomáshoz az alábbi állomások vannak a legközelebb:
- Gare de Seyssel - Corbonod
- Gare de Vions - Chanaz
- Gare de Virieu-le-Grand - Belley

## Képgaléria

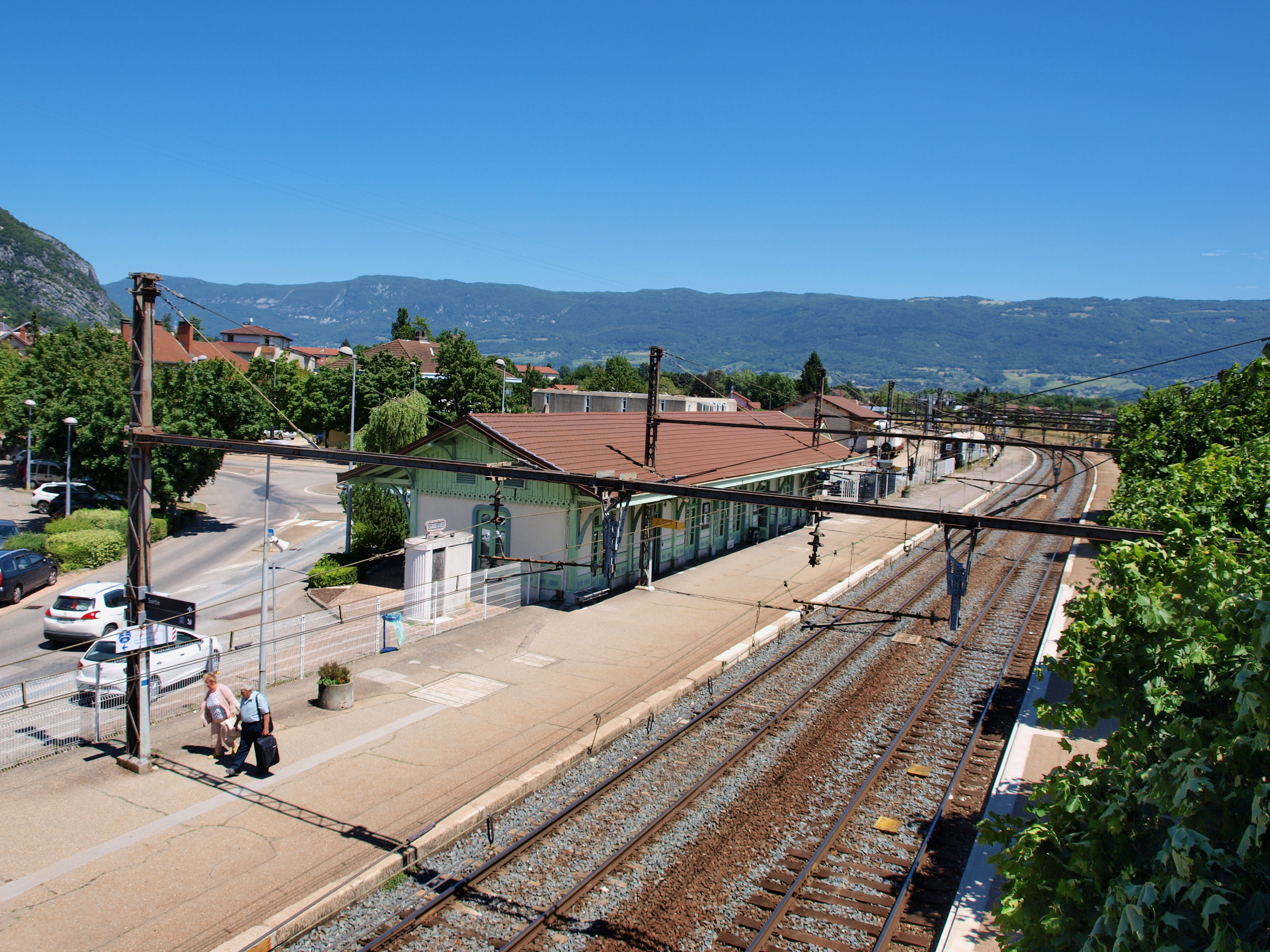
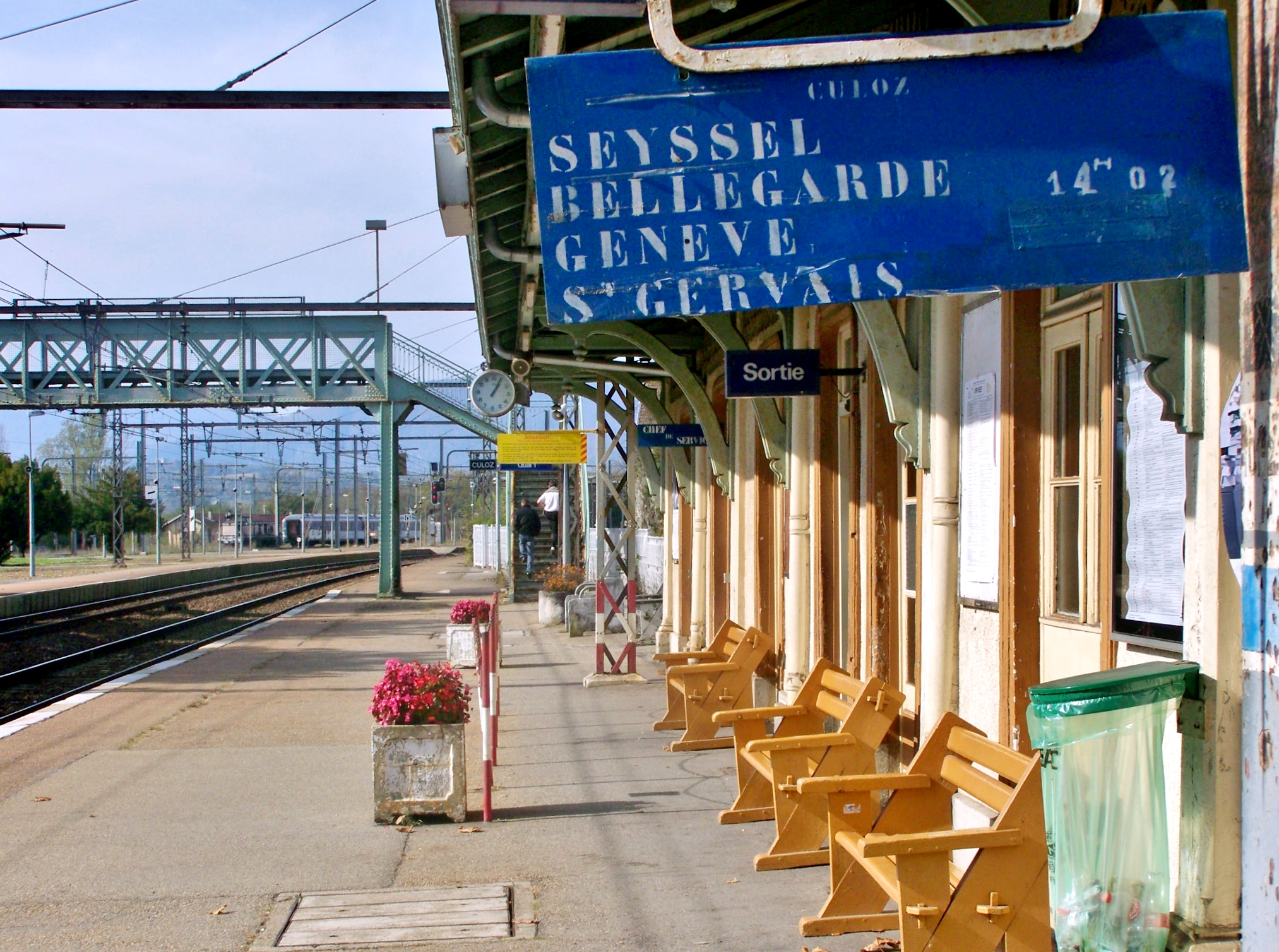
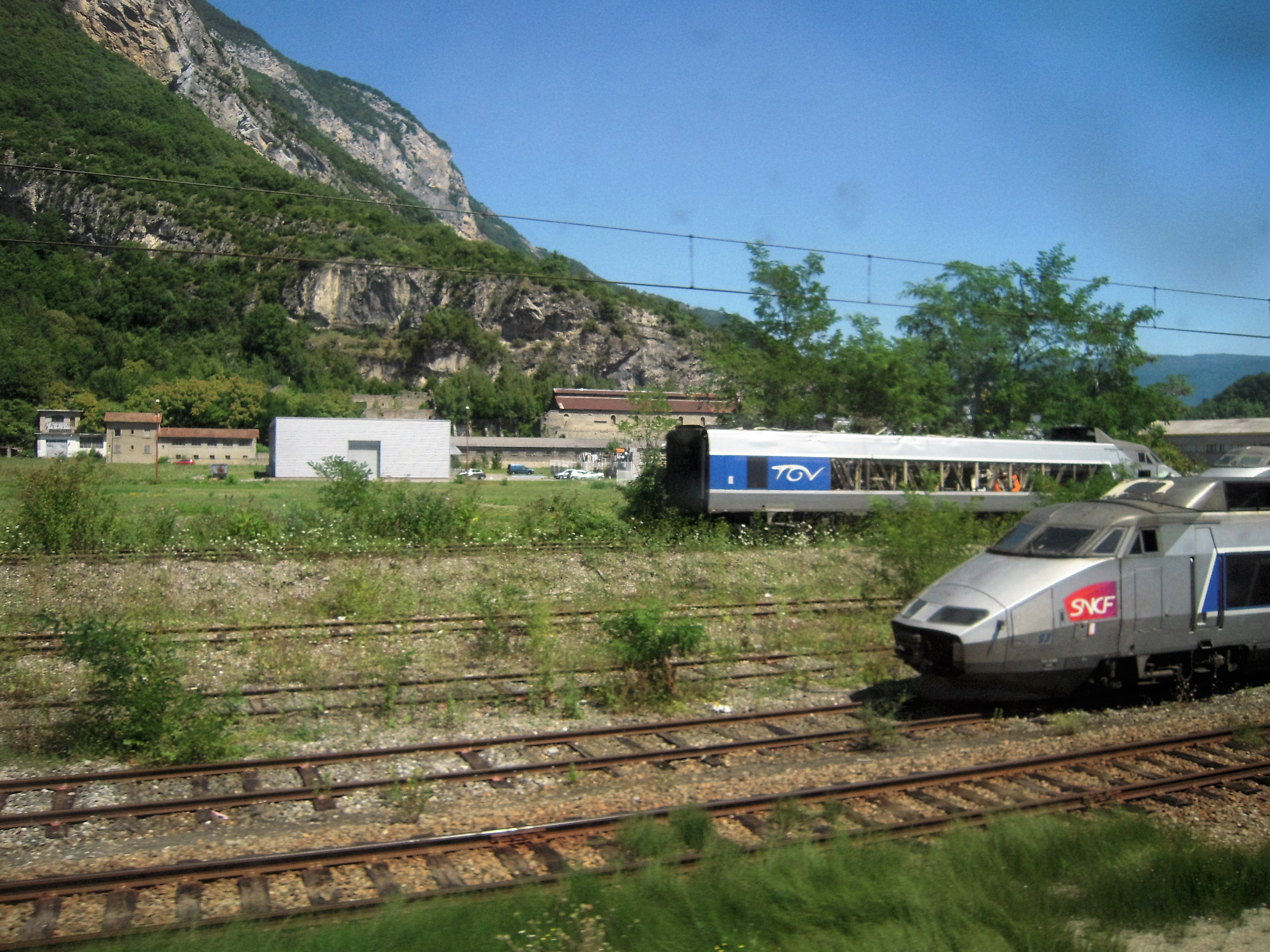
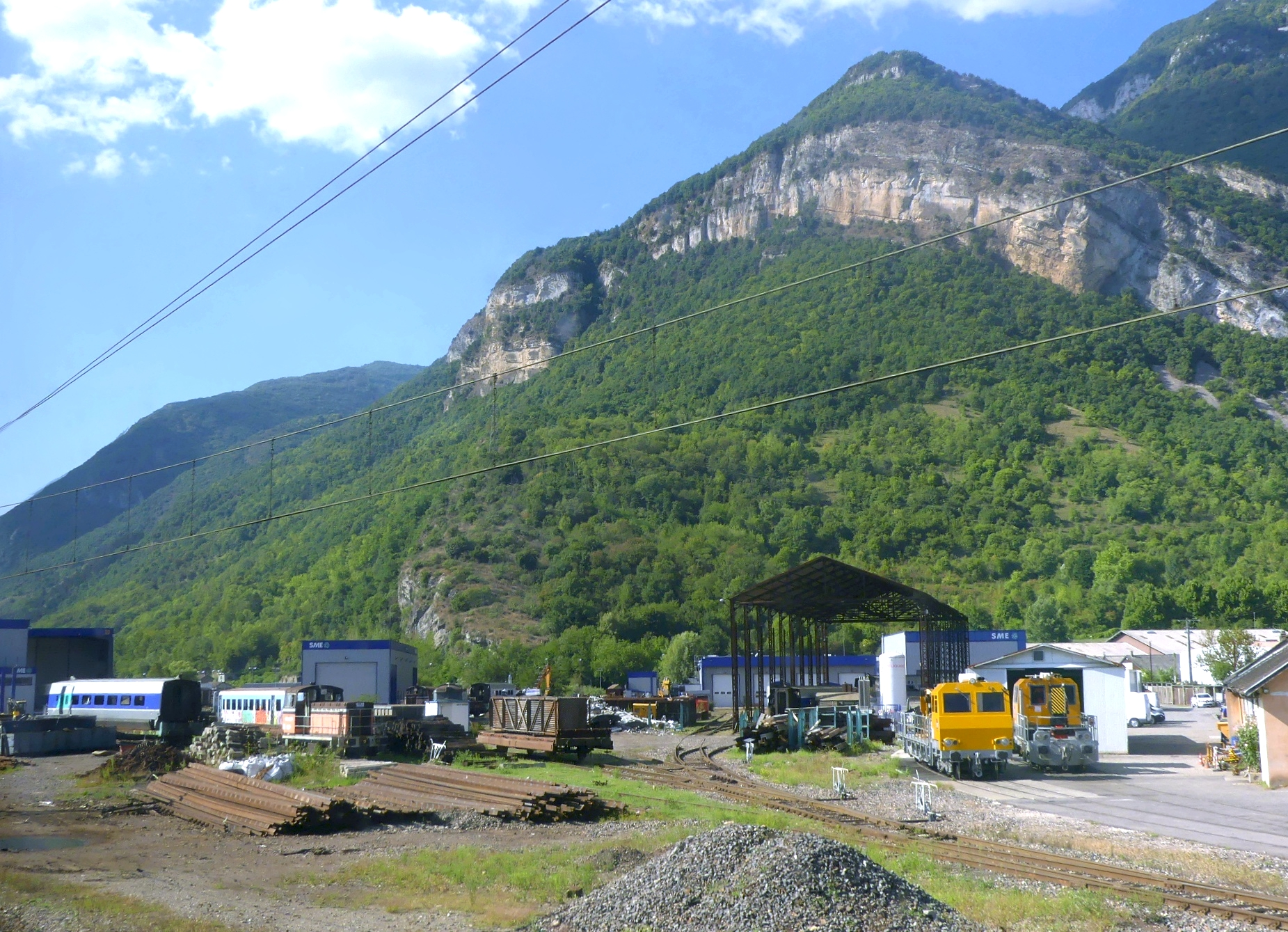
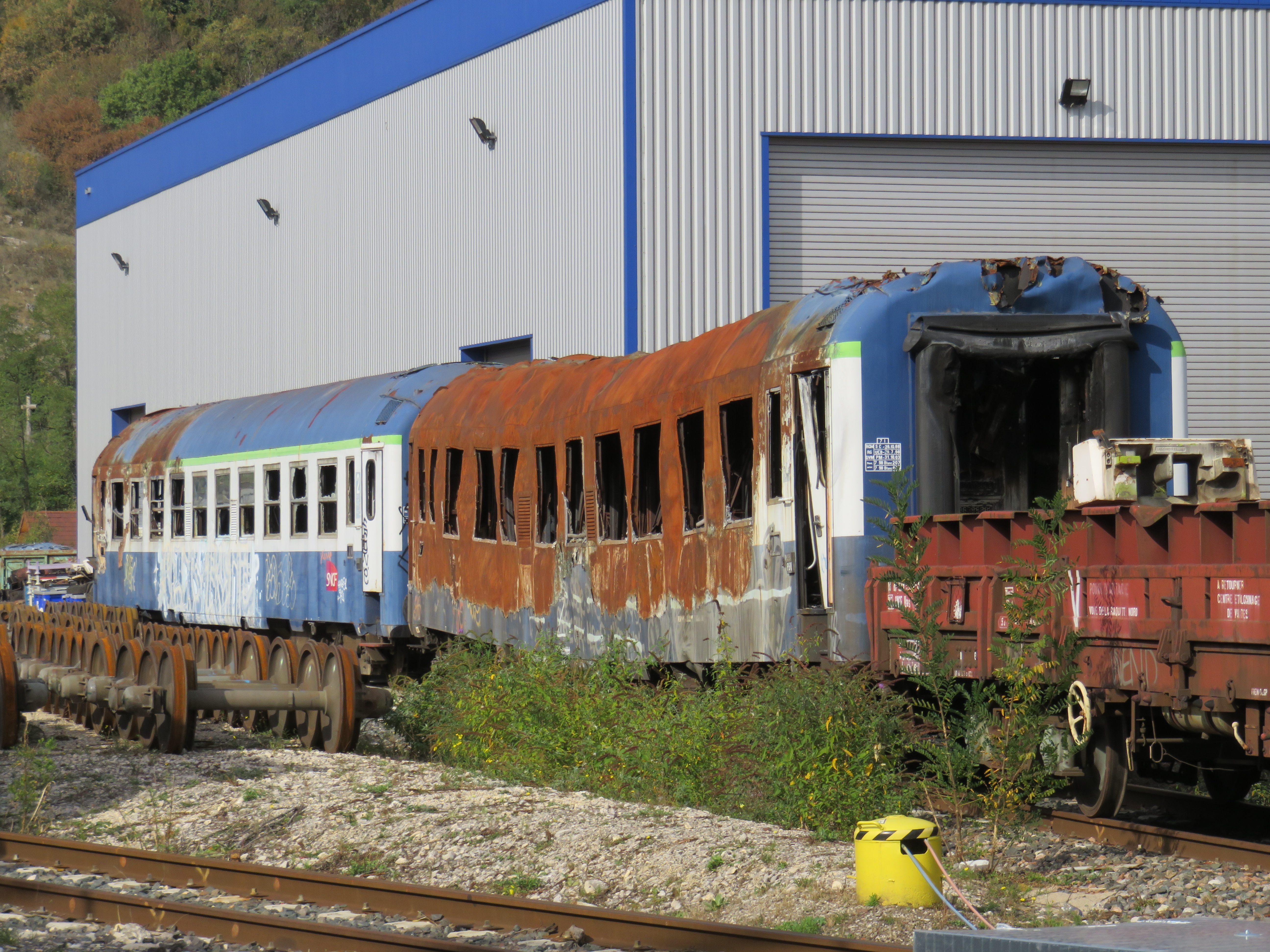
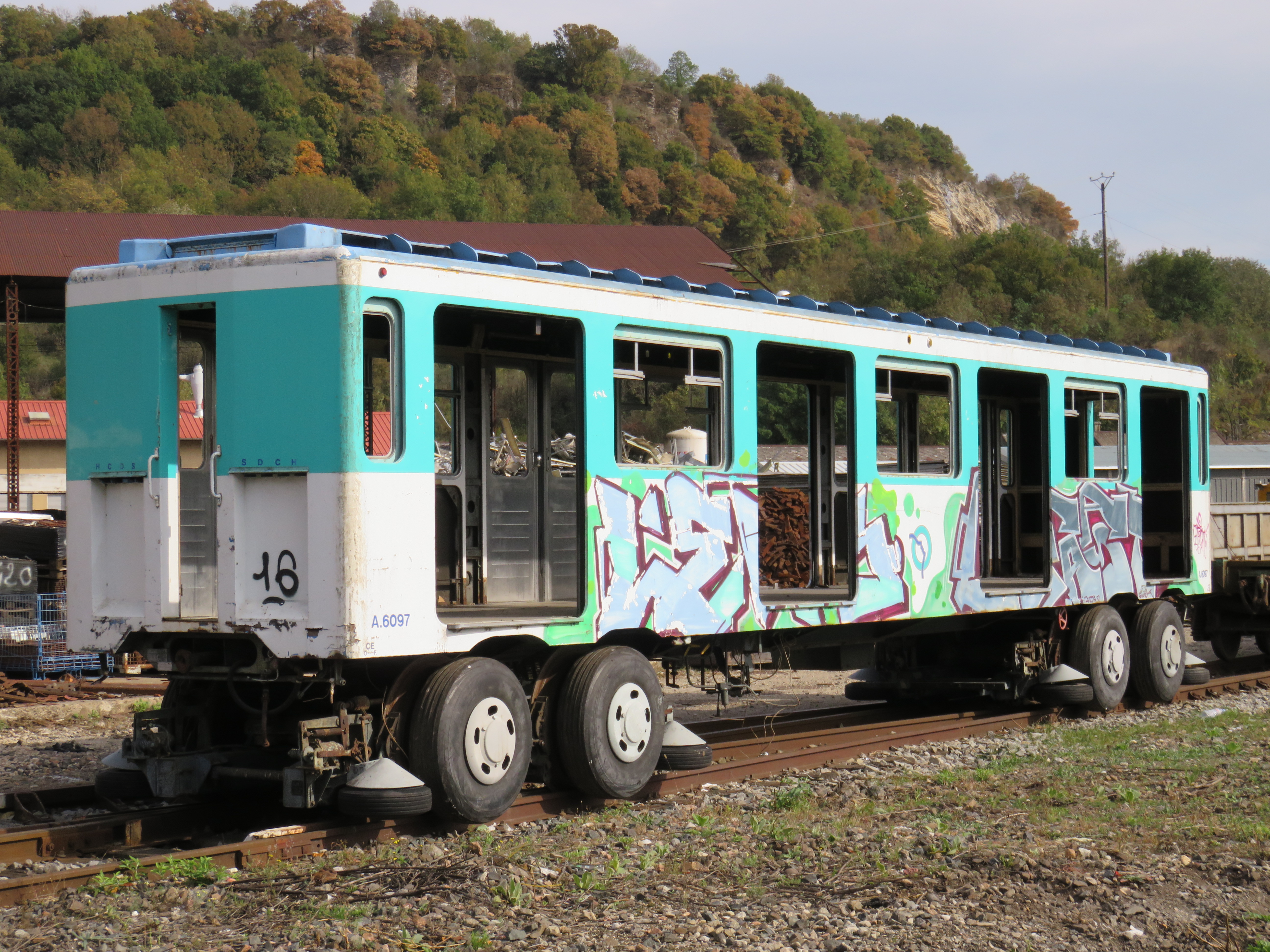
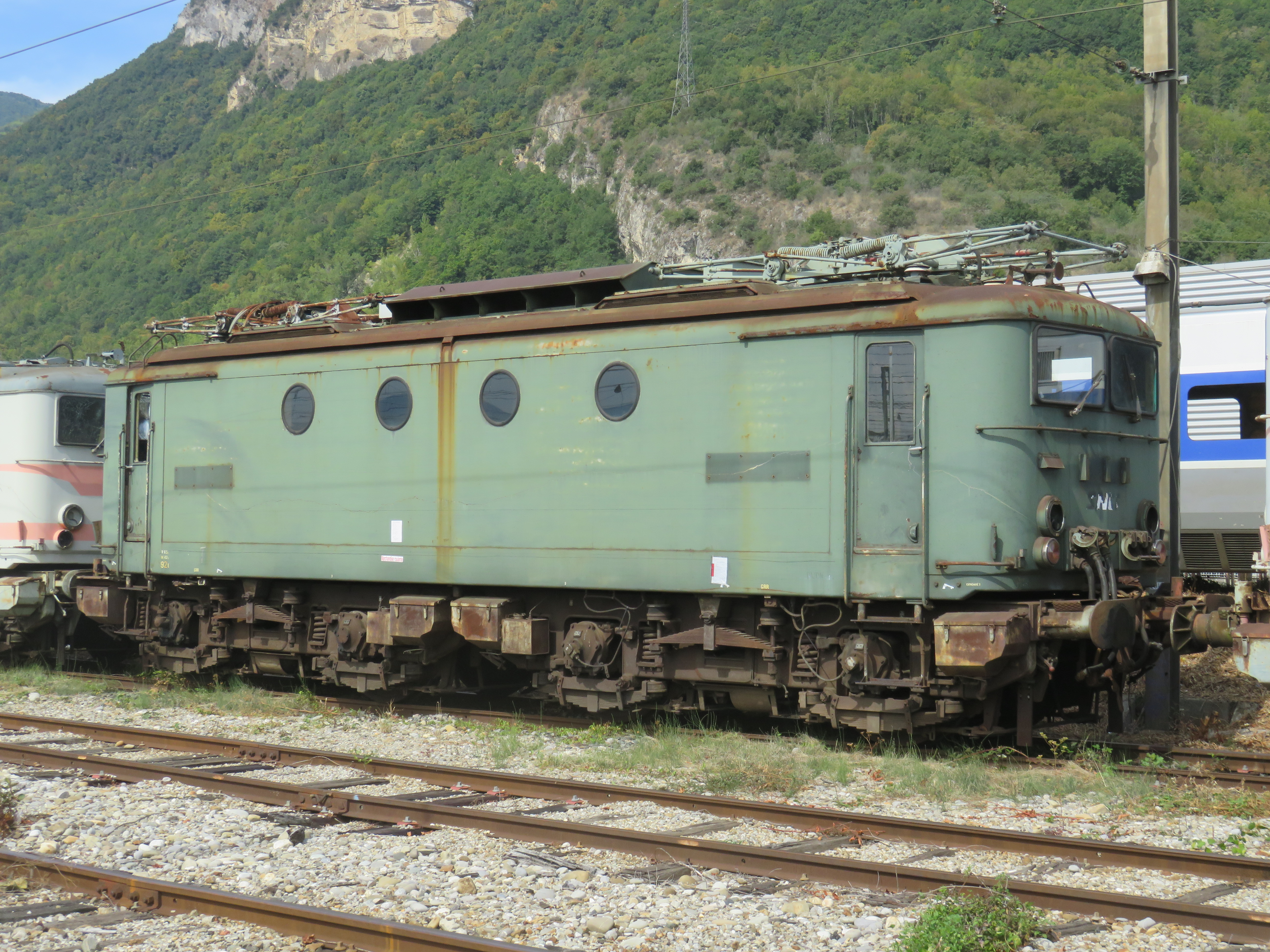
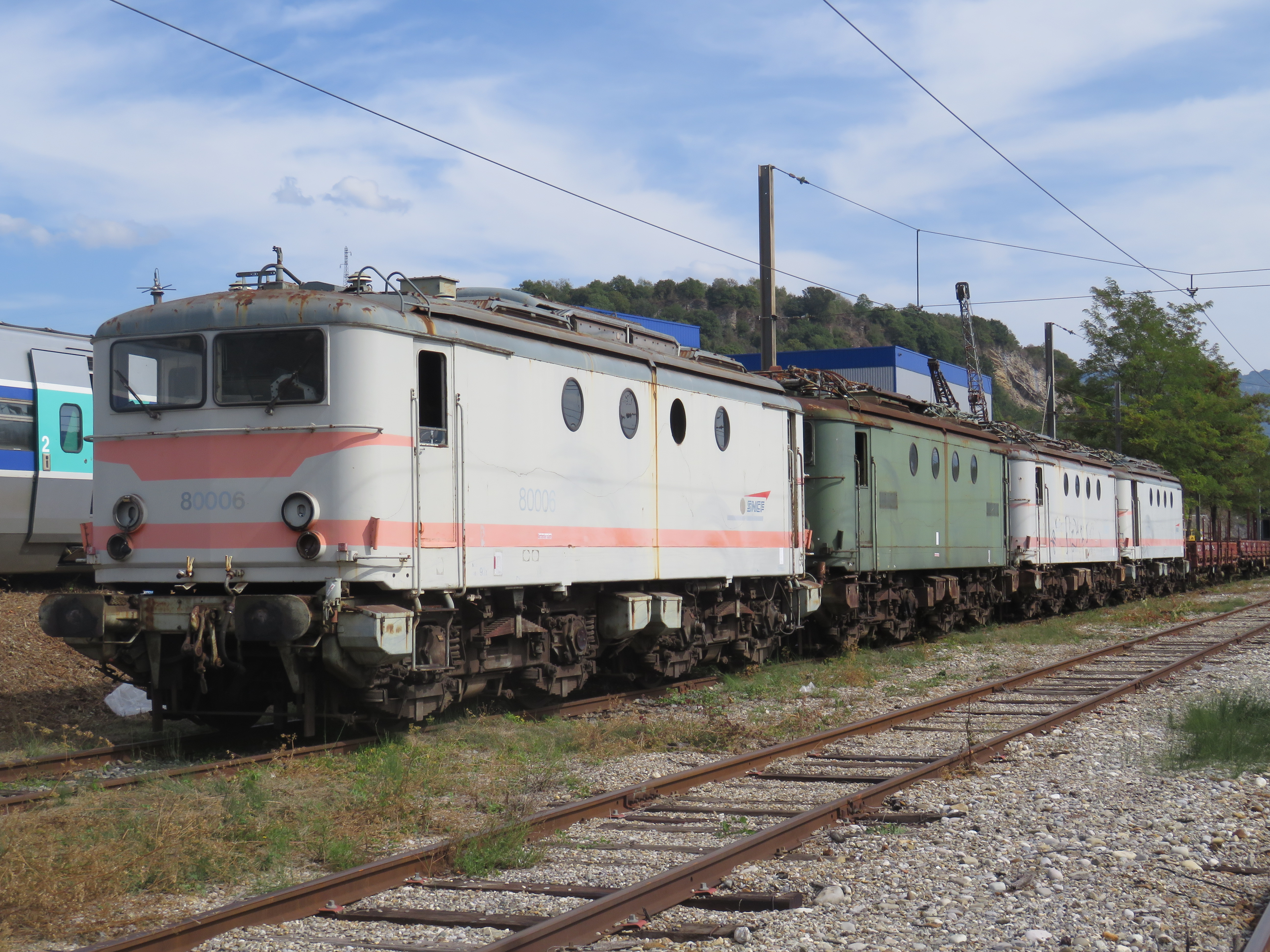